# Suillia setitarsis
Suillia setitarsis är en tvåvingeart som först beskrevs av Leander Czerny 1904.  Suillia setitarsis ingår i släktet Suillia och familjen myllflugor. Inga underarter finns listade i Catalogue of Life.